# 羅克鎮區 (密蘇里州加斯科內德縣)
羅克鎮區（英語：Roark Township）是位於美國密蘇里州加斯科內德縣的一個行政鎮區。

## 地方資料
羅克鎮區的面積為188.98平方千米，當中陸地面積為185.19平方千米，而水域面積為3.79平方千米。根據2020年美國人口普查的數據，當地共有人口3437人，而人口密度為每平方千米18.19人。